# Atletismo nos Jogos Olímpicos de Verão de 2020 - Heptatlo feminino
O evento do heptatlo feminino nos Jogos Olímpicos de Verão de 2020 ocorreu entre nos dias 4 e 5 de agosto de 2021 no Estádio Olímpico. No total, 24 atletas participaram na prova, constituída de disputas em sete modalidades: 100 metros com barreiras, salto em altura, arremesso de peso e 200 metros, no primeiro dia; salto em distância, lançamento de dardo e 800 metros, no segundo dia. 

## Qualificação
Um Comitê Olímpico Nacional (CON) pode inscrever até três atletas no heptatlo feminino desde que todas atendam ao padrão de inscrição ou se classificarem pelo ranking durante o período de qualificação (o limite de três está em vigor desde o Congresso Olímpico de 1930). O tempo padrão a qualificação foi de 6420 pontos. Este padrão foi "estabelecido com o único propósito de qualificar atletas com desempenhos excepcionais incapazes de se qualificar através do caminho do Ranking Mundial da IAAF". O ranking mundial, baseado na média dos cinco melhores resultados da atleta durante o período de qualificação e ponderado pela importância do evento, foi usado para qualificar as atletas até que o limite de 24 fosse alcançado.
O período de qualificação foi originalmente de 1 de janeiro de 2019 a 29 de junho de 2020. Devido à pandemia de COVID-19, este período foi suspenso de 6 de abril de 2020 a 30 de novembro de 2020, com a data de término estendida para 29 de junho de 2021. O início do período do ranking mundial a data também foi alterada de 1 de maio de 2019 para 30 de junho de 2020; os atletas que atingiram o padrão de qualificação naquela época ainda estavam qualificados, mas aqueles que usavam as classificações mundiais não seriam capazes de contar os desempenhos durante esse tempo. Os padrões de tempo de qualificação podem ser obtidos em várias competições durante o período determinado que tenham a aprovação da IAAF. Tanto competições ao ar livre quanto em recinto fechado eram elegíveis para a qualificação. Os campeonatos continentais mais recentes podem ser contados no ranking, mesmo que não durante o período de qualificação.

## Formato
O heptatlo consiste em sete provas de atletismo, com um sistema que atribui pontuações para os melhores resultados em cada uma das sete disciplinas. Todas as atletas competem em todas as provas, sem rodadas eliminatórias.

## Calendário
Horário local (UTC +9)
| 4 de agosto                                                           | 5 de agosto                                       |
| 9:00 19:30                                                            | 9:00 19:00                                        |
| --------------------------------------------------------------------- | ------------------------------------------------- |
| 100 metros com barreiras Salto em altura Arremesso de peso 200 metros | Salto em distância Lançamento de dardo 800 metros |

## Medalhistas
| Ouro   | BEL Nafissatou Thiam |
| Prata  | NED Anouk Vetter     |
| Bronze | NED Emma Oosterwegel |

## Recordes
Antes desta competição, os recordes mundiais, olímpicos e regionais da prova eram os seguintes:
| Tipo | Atleta               | Marca | Local | Data                   |
| ---- | -------------------- | ----- | ----- | ---------------------- |
|      | Jackie Joyner-Kersee | 7291  | Seul  | 24 de setembro de 1988 |
|      | Jackie Joyner-Kersee | 7291  | Seul  | 24 de setembro de 1988 |

### Por região
| Região                             | Marca | Atleta               | Nação          |
| ---------------------------------- | ----- | -------------------- | -------------- |
| África                             | 6423  | Margaret Simpson     | Gana           |
| Ásia                               | 6942  | Ghada Shouaa         | Síria          |
| Europa                             | 7032  | Carolina Klüft       | Suécia         |
| América do Norte, Central e Caribe | 7291  | Jackie Joyner-Kersee | Estados Unidos |
| Oceania                            | 6695  | Jane Flemming        | Austrália      |
| América do Sul                     | 6346  | Evelis Aguilar       | Colômbia       |

Durante o evento, o seguinte recorde nacional foi estabelecido:
| Atleta           | Marca | Local  | Data                  |
| ---------------- | ----- | ------ | --------------------- |
| NED Anouk Vetter | 6689  | Tóquio | 4–5 de agosto de 2021 |

## Resultados

### Dia 1

#### 100 metros com barreiras
| Pos.         | Bateria | Atleta                    | CON                | Tempo        | Pontos | Notas                |
| ------------ | ------- | ------------------------- | ------------------ | ------------ | ------ | -------------------- |
| 1            | 3       | Kendell Williams          | USA Estados Unidos | 12.97        | 1129   |                      |
| 2            | 3       | Marthe Koala              | BUR Burquina Fasso | 13.07        | 1114   |                      |
| 3            | 3       | Anouk Vetter              | NED Países Baixos  | 13.09        | 1111   | Recorde pessoal      |
| 4            | 3       | Erica Bougard             | USA Estados Unidos | 13.14        | 1103   |                      |
| 5            | 2       | Noor Vidts                | BEL Bélgica        | 13.17        | 1099   | Recorde pessoal      |
| 6            | 2       | Maria Huntington          | FIN Finlândia      | 13.20        | 1094   | Recorde da temporada |
| 7            | 3       | Zheng Ninali              | CHN China          | 13.27 (.261) | 1084   | Recorde pessoal      |
| 8            | 1       | Katarina Johnson-Thompson | GBR Grã-Bretanha   | 13.27 (.265) | 1084   | Recorde da temporada |
| 9            | 2       | Carolin Schäfer           | GER Alemanha       | 13.29        | 1081   | Recorde da temporada |
| 10           | 3       | Odile Ahouanwanou         | BEN Benim          | 13.31        | 1078   |                      |
| 11           | 1       | Emma Oosterwegel          | NED Países Baixos  | 13.36        | 1071   | Recorde pessoal      |
| 12           | 2       | María Vicente             | ESP Espanha        | 13.44        | 1059   |                      |
| 13           | 2       | Georgia Ellenwood         | CAN Canadá         | 13.47        | 1055   |                      |
| 14           | 3       | Annie Kunz                | USA Estados Unidos | 13.49        | 1052   |                      |
| 15           | 1       | Nafissatou Thiam          | BEL Bélgica        | 13.54        | 1044   | Recorde da temporada |
| 16           | 3       | Xénia Krizsán             | HUN Hungria        | 13.58 (.575) | 1039   |                      |
| 17           | 2       | Adrianna Sułek            | POL Polônia        | 13.58 (.579) | 1039   |                      |
| 18           | 2       | Ivona Dadic               | AUT Áustria        | 13.61        | 1034   |                      |
| 19           | 2       | Verena Mayr               | AUT Áustria        | 13.65        | 1028   |                      |
| 20           | 1       | Nadine Broersen           | NED Países Baixos  | 13.74        | 1015   |                      |
| 21           | 1       | Vanessa Grimm             | GER Alemanha       | 13.88        | 995    |                      |
| 22           | 1       | Evelis Aguilar            | COL Colômbia       | 13.89        | 994    |                      |
| 23           | 1       | Ekaterina Voronina        | UZB Uzbequistão    | 14.19        | 952    | Recorde pessoal      |
| –            | 1       | Yorgelis Rodríguez        | CUB Cuba           | DNF          | 0      |                      |
| Referências: |         |                           |                    |              |        |                      |

#### Salto em altura
| Pos.         | Grupo | Atleta                    | CON                | Altura | Pontos | Notas                | Pontuação geral | Pos. geral |
| ------------ | ----- | ------------------------- | ------------------ | ------ | ------ | -------------------- | --------------- | ---------- |
| 1            | B     | Nafissatou Thiam          | BEL Bélgica        | 1.92   | 1132   | Recorde da temporada | 2176            | 1          |
| 2            | B     | Katarina Johnson-Thompson | GBR Grã-Bretanha   | 1.86   | 1054   | Recorde da temporada | 2138            | 3          |
| 2            | B     | Erica Bougard             | USA Estados Unidos | 1.86   | 1054   |                      | 2157            | 2          |
| 4            | A     | Ivona Dadic               | AUT Áustria        | 1.83   | 1016   | =                    | 2050            | 12         |
| 4            | A     | Georgia Ellenwood         | CAN Canadá         | 1.83   | 1016   | Recorde pessoal      | 2071            | 8          |
| 4            | A     | Noor Vidts                | BEL Bélgica        | 1.83   | 1016   | Recorde da temporada | 2115            | 4          |
| 4            | B     | Adrianna Sułek            | POL Polônia        | 1.83   | 1016   |                      | 2055            | 11         |
| 8            | A     | Carolin Schäfer           | GER Alemanha       | 1.80   | 978    | Recorde da temporada | 2059            | 10         |
| 8            | A     | Emma Oosterwegel          | NED Países Baixos  | 1.80   | 978    | Recorde pessoal      | 2049            | 13         |
| 8            | A     | Anouk Vetter              | NED Países Baixos  | 1.80   | 978    | Recorde da temporada | 2089            | 6          |
| 8            | B     | Kendell Williams          | USA Estados Unidos | 1.80   | 978    |                      | 2107            | 5          |
| 8            | B     | Zheng Ninali              | CHN China          | 1.80   | 978    |                      | 2062            | 9          |
| 8            | B     | Nadine Broersen           | NED Países Baixos  | 1.80   | 978    | =                    | 1993            | 17         |
| 8            | B     | Annie Kunz                | USA Estados Unidos | 1.80   | 978    |                      | 2030            | 14         |
| 8            | B     | Maria Huntington          | FIN Finlândia      | 1.80   | 978    |                      | 2072            | 7          |
| 16           | A     | María Vicente             | ESP Espanha        | 1.77   | 941    | =                    | 2000            | 16         |
| 16           | A     | Verena Mayr               | AUT Áustria        | 1.77   | 941    | Recorde da temporada | 1969            | 19         |
| 16           | A     | Vanessa Grimm             | GER Alemanha       | 1.77   | 941    | =                    | 1936            | 21         |
| 16           | B     | Ekaterina Voronina        | UZB Uzbequistão    | 1.77   | 941    |                      | 1893            | 22         |
| 20           | B     | Xénia Krizsán             | HUN Hungria        | 1.74   | 903    |                      | 1942            | 20         |
| 20           | A     | Odile Ahouanwanou         | BEN Benim          | 1.74   | 903    |                      | 1981            | 18         |
| 20           | A     | Marthe Koala              | BUR Burquina Fasso | 1.74   | 903    |                      | 2017            | 15         |
| 23           | A     | Evelis Aguilar            | COL Colômbia       | 1.68   | 830    |                      | 1824            | 23         |
| –            | B     | Yorgelis Rodríguez        | CUB Cuba           | DNS    |        |                      |                 |            |
| Referências: |       |                           |                    |        |        |                      |                 |            |

#### Arremesso de peso
| Pos.         | Grupo | Atleta                    | CON                | #1    | #2    | #3    | Distância | Pontos | Notas                | Pontuação geral | Pos. geral |
| ------------ | ----- | ------------------------- | ------------------ | ----- | ----- | ----- | --------- | ------ | -------------------- | --------------- | ---------- |
| 1            | B     | Odile Ahouanwanou         | BEN Benim          | 15.45 | x     | 14.20 | 15.45     | 891    |                      | 2872            | 6          |
| 2            | B     | Anouk Vetter              | NED Países Baixos  | 13.96 | 15.29 | 14.74 | 15.29     | 880    | Recorde da temporada | 2969            | 2          |
| 3            | B     | Annie Kunz                | USA Estados Unidos | 15.04 | 15.15 | 14.83 | 15.15     | 871    |                      | 2901            | 4          |
| 4            | B     | Nafissatou Thiam          | BEL Bélgica        | 14.82 | x     | 14.80 | 14.82     | 849    |                      | 3025            | 1          |
| 5            | B     | Vanessa Grimm             | GER Alemanha       | 14.25 | x     | 14.52 | 14.52     | 829    |                      | 2765            | 16         |
| 6            | B     | Nadine Broersen           | NED Países Baixos  | 10.90 | 14.01 | 14.50 | 14.50     | 827    | Recorde da temporada | 2820            | 11         |
| 7            | A     | Noor Vidts                | BEL Bélgica        | 13.59 | 14.33 | 13.35 | 14.33     | 816    | Recorde pessoal      | 2931            | 3          |
| 8            | A     | Ivona Dadic               | AUT Áustria        | 14.10 | x     | x     | 14.10     | 801    | Recorde da temporada | 2856            | 8          |
| 9            | A     | Carolin Schäfer           | GER Alemanha       | 13.99 | 13.70 | 13.59 | 13.99     | 793    | Recorde da temporada | 2852            | 9          |
| 10           | B     | Xénia Krizsán             | HUN Hungria        | 13.78 | 13.60 | x     | 13.78     | 779    |                      | 2721            | 19         |
| 11           | A     | Ekaterina Voronina        | UZB Uzbequistão    | 12.92 | 13.09 | 13.76 | 13.76     | 778    |                      | 2671            | 22         |
| 12           | B     | Verena Mayr               | AUT Áustria        | 13.40 | 13.59 | x     | 13.59     | 767    |                      | 2736            | 18         |
| 13           | A     | Zheng Ninali              | CHN China          | 12.05 | 13.55 | x     | 13.55     | 764    |                      | 2826            | 10         |
| 14           | B     | Evelis Aguilar            | COL Colômbia       | 13.34 | 13.42 | 12.95 | 13.42     | 755    |                      | 2579            | 23         |
| 15           | A     | Katarina Johnson-Thompson | GBR Grã-Bretanha   | 11.94 | 13.31 | 12.86 | 13.31     | 748    | Recorde da temporada | 2886            | 5          |
| 16           | B     | Emma Oosterwegel          | NED Países Baixos  | 12.06 | x     | 13.28 | 13.28     | 746    |                      | 2795            | 12         |
| 17           | A     | Adrianna Sułek            | POL Polônia        | 12.80 | x     | x     | 12.80     | 714    |                      | 2769            | 14         |
| 18           | A     | María Vicente             | ESP Espanha        | 12.40 | 12.70 | 12.49 | 12.70     | 707    |                      | 2707            | 21         |
| 19           | A     | Erica Bougard             | USA Estados Unidos | 12.37 | 12.29 | 12.69 | 12.69     | 707    | Recorde da temporada | 2864            | 7          |
| 20           | B     | Marthe Koala              | BUR Burquina Fasso | 12.54 | x     | x     | 12.54     | 697    |                      | 2714            | 20         |
| 21           | A     | Maria Huntington          | FIN Finlândia      | x     | x     | 12.49 | 12.49     | 694    |                      | 2766            | 15         |
| 22           | A     | Kendell Williams          | USA Estados Unidos | 12.41 | 12.34 | x     | 12.41     | 688    |                      | 2795            | 12         |
| 23           | A     | Georgia Ellenwood         | CAN Canadá         | x     | 10.90 | 12.39 | 12.39     | 687    |                      | 2758            | 17         |
| –            | B     | Yorgelis Rodríguez        | CUB Cuba           |       |       |       | DNS       |        |                      |                 |            |
| Referências: |       |                           |                    |       |       |       |           |        |                      |                 |            |

#### 200 metros
| Pos.         | Grupo | Atleta                    | CON                | Tempo | Pontos | Notas                | Pontuação geral | Pos. geral |
| ------------ | ----- | ------------------------- | ------------------ | ----- | ------ | -------------------- | --------------- | ---------- |
| 1            | 3     | María Vicente             | ESP Espanha        | 23.50 | 1029   |                      | 3736            | 12         |
| 2            | 1     | Noor Vidts                | BEL Bélgica        | 23.70 | 1010   | Recorde pessoal      | 3941            | 2          |
| 3            | 3     | Anouk Vetter              | NED Países Baixos  | 23.81 | 999    |                      | 3968            | 1          |
| 4            | 3     | Odile Ahouanwanou         | BEN Benim          | 23.85 | 995    | Recorde pessoal      | 3867            | 5          |
| 5            | 3     | Kendell Williams          | USA Estados Unidos | 24.00 | 981    |                      | 3776            | 9          |
| 6            | 3     | Evelis Aguilar            | COL Colômbia       | 24.05 | 976    |                      | 3555            | 21         |
| 7            | 1     | Erica Bougard             | USA Estados Unidos | 24.08 | 973    | Recorde pessoal      | 3837            | 6          |
| 8            | 3     | Annie Kunz                | USA Estados Unidos | 24.12 | 969    |                      | 3870            | 4          |
| 9            | 3     | Adrianna Sułek            | POL Polônia        | 24.16 | 965    |                      | 3734            | 13         |
| 10           | 2     | Emma Oosterwegel          | NED Países Baixos  | 24.25 | 957    | Recorde pessoal      | 3752            | 11         |
| 11           | 1     | Carolin Schäfer           | GER Alemanha       | 24.33 | 949    | Recorde da temporada | 3801            | 7          |
| 12           | 1     | Ivona Dadic               | AUT Áustria        | 24.33 | 949    | Recorde da temporada | 3800            | 8          |
| 13           | 2     | Maria Huntington          | FIN Finlândia      | 24.50 | 933    |                      | 3699            | 14         |
| 14           | 2     | Georgia Ellenwood         | CAN Canadá         | 24.51 | 932    |                      | 3690            | 15         |
| 15           | 1     | Verena Mayr               | AUT Áustria        | 24.55 | 929    | Recorde da temporada | 3665            | 16         |
| 16           | 2     | Zheng Ninali              | CHN China          | 24.56 | 928    |                      | 3754            | 10         |
| 17           | 1     | Ekaterina Voronina        | UZB Uzbequistão    | 24.67 | 917    | Recorde pessoal      | 3588            | 20         |
| 18           | 2     | Nafissatou Thiam          | BEL Bélgica        | 24.90 | 896    |                      | 3921            | 3          |
| 19           | 2     | Xénia Krizsán             | HUN Hungria        | 24.96 | 890    |                      | 3611            | 19         |
| 20           | 2     | Vanessa Grimm             | GER Alemanha       | 25.03 | 884    |                      | 3649            | 18         |
| 21           | 1     | Nadine Broersen           | NED Países Baixos  | 25.57 | 835    | Recorde da temporada | 3655            | 17         |
| –            | 1     | Katarina Johnson-Thompson | GBR Grã-Bretanha   | DSQ   | 0      |                      |                 |            |
| –            | 2     | Yorgelis Rodríguez        | CUB Cuba           | DNS   |        |                      |                 |            |
| –            | 3     | Marthe Koala              | BUR Burquina Fasso | DNS   |        |                      |                 |            |
| Referências: |       |                           |                    |       |        |                      |                 |            |

### Dia 2

#### Salto em distância
| Pos.         | Grupo | Atleta                    | CON                | #1   | #2   | #3   | Distância | Pontos | Notas                | Pontuação geral | Pos. geral |
| ------------ | ----- | ------------------------- | ------------------ | ---- | ---- | ---- | --------- | ------ | -------------------- | --------------- | ---------- |
| 1            | B     | Nafissatou Thiam          | BEL Bélgica        | x    | 6.47 | 6.60 | 6.60      | 1040   |                      | 4961            | 2          |
| 2            | B     | Kendell Williams          | USA Estados Unidos | x    | 6.50 | 6.57 | 6.57      | 1030   |                      | 4806            | 5          |
| 3            | B     | Anouk Vetter              | NED Países Baixos  | x    | 6.42 | 6.47 | 6.47      | 997    |                      | 4965            | 1          |
| 4            | B     | Noor Vidts                | BEL Bélgica        | 6.25 | 6.29 | 6.32 | 6.32      | 949    |                      | 4890            | 3          |
| 4            | B     | Annie Kunz                | USA Estados Unidos | 5.99 | x    | 6.32 | 6.32      | 949    |                      | 4819            | 4          |
| 6            | B     | Evelis Aguilar            | COL Colômbia       | 6.16 | 6.29 | 6.17 | 6.29      | 940    |                      | 4495            | 17         |
| 6            | B     | Emma Oosterwegel          | NED Países Baixos  | 6.08 | 6.00 | 6.29 | 6.29      | 940    |                      | 4692            | 8          |
| 8            | B     | María Vicente             | ESP Espanha        | 6.18 | 6.06 | x    | 6.18      | 905    |                      | 4641            | 10         |
| 9            | A     | Verena Mayr               | AUT Áustria        | 6.12 | 5.14 | 6.08 | 6.12      | 887    |                      | 4552            | 15         |
| 9            | A     | Zheng Ninali              | CHN China          | 5.88 | 5.87 | 6.12 | 6.12      | 887    |                      | 4641            | 10         |
| 11           | A     | Ekaterina Voronina        | UZB Uzbequistão    | 5.98 | 6.11 | 5.94 | 6.11      | 883    |                      | 4471            | 19         |
| 11           | A     | Ivona Dadic               | AUT Áustria        | x    | 6.11 | 5.62 | 6.11      | 883    | Recorde da temporada | 4683            | 9          |
| 13           | B     | Maria Huntington          | FIN Finlândia      | x    | 6.10 | x    | 6.10      | 880    |                      | 4579            | 13         |
| 14           | A     | Odile Ahouanwanou         | BEN Benim          | 5.47 | 6.07 | 5.34 | 6.07      | 871    | =                    | 4738            | 6          |
| 15           | B     | Erica Bougard             | USA Estados Unidos | 5.76 | 6.06 | 5.84 | 6.06      | 868    |                      | 4705            | 7          |
| 16           | A     | Vanessa Grimm             | GER Alemanha       | x    | 5.94 | 5.86 | 5.94      | 831    |                      | 4480            | 18         |
| 17           | A     | Adrianna Sułek            | POL Polônia        | 5.93 | x    | 5.55 | 5.93      | 828    |                      | 4562            | 14         |
| 18           | B     | Xénia Krizsán             | HUN Hungria        | x    | 5.72 | 5.88 | 5.88      | 813    |                      | 4424            | 20         |
| 19           | A     | Georgia Ellenwood         | CAN Canadá         | x    | 5.86 | x    | 5.86      | 807    |                      | 4497            | 16         |
| 20           | A     | Carolin Schäfer           | GER Alemanha       | 5.69 | 5.73 | 5.78 | 5.78      | 783    | Recorde da temporada | 4584            | 12         |
| –            | A     | Katarina Johnson-Thompson | GBR Grã-Bretanha   |      |      |      | DNS       |        |                      |                 |            |
| –            | A     | Nadine Broersen           | NED Países Baixos  |      |      |      | DNS       |        |                      |                 |            |
| Referências: |       |                           |                    |      |      |      |           |        |                      |                 |            |

#### Lançamento de dardo
| Pos.         | Grupo | Atleta                    | CON                | #1    | #2    | #3    | Distância | Pontos | Notas                | Pontuação geral | Pos. geral |
| ------------ | ----- | ------------------------- | ------------------ | ----- | ----- | ----- | --------- | ------ | -------------------- | --------------- | ---------- |
| 1            | A     | Nafissatou Thiam          | BEL Bélgica        | 49.63 | 54.68 | 50.93 | 54.68     | 951    | Recorde da temporada | 5912            | 1          |
| 2            | B     | Emma Oosterwegel          | NED Países Baixos  | 50.98 | 51.29 | 54.60 | 54.60     | 949    | Recorde pessoal      | 5641            | 4          |
| 3            | B     | Carolin Schäfer           | GER Alemanha       | 52.96 | 54.10 | 48.93 | 54.10     | 940    | Recorde pessoal      | 5524            | 7          |
| 4            | B     | Anouk Vetter              | NED Países Baixos  | 51.20 | 44.87 | 47.23 | 51.20     | 883    |                      | 5848            | 2          |
| 5            | B     | Xénia Krizsán             | HUN Hungria        | 50.59 | 50.59 | 49.48 | 50.59     | 872    |                      | 5296            | 15         |
| 6            | B     | Ekaterina Voronina        | UZB Uzbequistão    | 49.88 | 47.42 | 49.15 | 49.88     | 858    |                      | 5329            | 12         |
| 7            | B     | Kendell Williams          | USA Estados Unidos | 44.36 | 48.78 | 47.58 | 48.78     | 836    | Recorde pessoal      | 5642            | 3          |
| 8            | A     | Ivona Dadic               | AUT Áustria        | 47.41 | 44.66 | 48.40 | 48.40     | 829    | Recorde da temporada | 5512            | 8          |
| 9            | A     | Erica Bougard             | USA Estados Unidos | 46.60 | x     | 45.14 | 46.60     | 794    |                      | 5489            | 9          |
| 10           | A     | Verena Mayr               | AUT Áustria        | 39.66 | 44.95 | 44.71 | 44.95     | 763    |                      | 5315            | 13         |
| 11           | A     | Evelis Aguilar            | COL Colômbia       | 41.82 | 42.58 | 44.85 | 44.85     | 761    |                      | 5256            | 16         |
| 12           | A     | Vanessa Grimm             | GER Alemanha       | 44.16 | 43.28 | 44.75 | 44.75     | 759    |                      | 5239            | 19         |
| 13           | B     | Georgia Ellenwood         | CAN Canadá         | 44.11 | x     | x     | 44.11     | 746    |                      | 5243            | 18         |
| 14           | B     | Odile Ahouanwanou         | BEN Benim          | 43.96 | 42.97 | x     | 43.96     | 743    |                      | 5481            | 10         |
| 15           | A     | Maria Huntington          | FIN Finlândia      | 37.87 | 42.91 | x     | 42.91     | 723    |                      | 5302            | 14         |
| 16           | A     | Annie Kunz                | USA Estados Unidos | 39.90 | 40.38 | 42.77 | 42.77     | 721    |                      | 5540            | 6          |
| 17           | B     | Zheng Ninali              | CHN China          | 42.60 | x     | x     | 42.60     | 717    |                      | 5358            | 11         |
| 18           | A     | Noor Vidts                | BEL Bélgica        | 40.84 | 39.31 | 41.80 | 41.80     | 702    | Recorde pessoal      | 5592            | 5          |
| 19           | B     | María Vicente             | ESP Espanha        | 30.73 | x     | 37.04 | 37.04     | 611    |                      | 5252            | 17         |
| 20           | A     | Adrianna Sułek            | POL Polônia        | 36.84 | 36.58 | 34.20 | 36.84     | 607    |                      | 5169            | 20         |
| –            | A     | Katarina Johnson-Thompson | GBR Grã-Bretanha   |       |       |       | DNS       |        |                      |                 |            |
| –            | B     | Nadine Broersen           | NED Países Baixos  |       |       |       | DNS       |        |                      |                 |            |
| Referências: |       |                           |                    |       |       |       |           |        |                      |                 |            |

#### 800 metros
| Pos.         | Grupo | Atleta             | CON                | Tempo   | Pontos | Notas                | Pontuação geral | Pos. geral |
| ------------ | ----- | ------------------ | ------------------ | ------- | ------ | -------------------- | --------------- | ---------- |
| 1            | 1     | Xénia Krizsán      | HUN Hungria        | 2:07.65 | 999    | Recorde da temporada | 6295            | 13         |
| 2            | 1     | Adrianna Sułek     | POL Polônia        | 2:07.92 | 995    | Recorde pessoal      | 6164            | 16         |
| 2            | 1     | Verena Mayr        | AUT Áustria        | 2:07.92 | 995    | Recorde da temporada | 6310            | 11         |
| 4            | 2     | Noor Vidts         | BEL Bélgica        | 2:09.05 | 979    | Recorde pessoal      | 6571            | 4          |
| 5            | 1     | Ekaterina Voronina | UZB Uzbequistão    | 2:09.73 | 969    | Recorde pessoal      | 6298            | 12         |
| 6            | 1     | Zheng Ninali       | CHN China          | 2:10.35 | 960    | Recorde pessoal      | 6318            | 10         |
| 7            | 1     | Evelis Aguilar     | COL Colômbia       | 2:10.45 | 958    | Recorde da temporada | 6214            | 14         |
| 8            | 2     | Emma Oosterwegel   | NED Países Baixos  | 2:11.09 | 949    | Recorde pessoal      | 6590            | 3          |
| 9            | 2     | Carolin Schäfer    | GER Alemanha       | 2:14.82 | 895    | Recorde da temporada | 6419            | 7          |
| 10           | 2     | Ivona Dadic        | AUT Áustria        | 2:15.10 | 891    | Recorde da temporada | 6403            | 8          |
| 11           | 2     | Erica Bougard      | USA Estados Unidos | 2:15.92 | 880    |                      | 6369            | 9          |
| 12           | 2     | Annie Kunz         | USA Estados Unidos | 2:15.93 | 880    |                      | 6420            | 6          |
| 13           | 2     | Nafissatou Thiam   | BEL Bélgica        | 2:15.98 | 879    | Recorde da temporada | 6791            | 1          |
| 14           | 1     | Vanessa Grimm      | GER Alemanha       | 2:16.27 | 875    |                      | 6114            | 19         |
| 15           | 2     | Kendell Williams   | USA Estados Unidos | 2:16.91 | 866    |                      | 6508            | 5          |
| 16           | 1     | María Vicente      | ESP Espanha        | 2:16.99 | 865    | Recorde da temporada | 6117            | 18         |
| 17           | 2     | Anouk Vetter       | NED Países Baixos  | 2:18.72 | 841    | Recorde da temporada | 6689            | 2          |
| 18           | 1     | Georgia Ellenwood  | CAN Canadá         | 2:19.21 | 834    |                      | 6077            | 20         |
| 19           | 1     | Maria Huntington   | FIN Finlândia      | 2:19.28 | 833    | Recorde pessoal      | 6135            | 17         |
| 20           | 2     | Odile Ahouanwanou  | BEN Benim          | 2:29.05 | 705    |                      | 6186            | 15         |
| Referências: |       |                    |                    |         |        |                      |                 |            |

## Classificação geral
Legenda
      A marca mais alta está grifada em amarelo.
| Pos.              | Atleta                    | CON                | PG   | 100 m B    | SA        | AP        | 200 m      | SD        | LD        | 800 m       |
| ----------------- | ------------------------- | ------------------ | ---- | ---------- | --------- | --------- | ---------- | --------- | --------- | ----------- |
| Medalha de ouro   | Nafissatou Thiam          | BEL Bélgica        | 6791 | 1044 13.54 | 1132 1.92 | 849 14.82 | 896 24.90  | 1040 6.60 | 951 54.68 | 879 2:15.98 |
| Medalha de prata  | Anouk Vetter              | NED Países Baixos  | 6689 | 1111 13.09 | 978 1.80  | 880 15.29 | 999 23.81  | 997 6.47  | 883 51.20 | 841 2:18.72 |
| Medalha de bronze | Emma Oosterwegel          | NED Países Baixos  | 6590 | 1071 13.36 | 978 1.80  | 746 13.28 | 957 24.25  | 940 6.29  | 949 54.60 | 949 2:11.09 |
| 4                 | Noor Vidts                | BEL Bélgica        | 6571 | 1099 13.17 | 1016 1.83 | 816 14.33 | 1010 23.70 | 949 6.32  | 702 41.80 | 979 2:09.05 |
| 5                 | Kendell Williams          | USA Estados Unidos | 6508 | 1129 12.97 | 978 1.80  | 688 12.41 | 981 24.00  | 1030 6.57 | 836 48.78 | 866 2:16.91 |
| 6                 | Annie Kunz                | USA Estados Unidos | 6420 | 1052 13.49 | 978 1.80  | 871 15.15 | 969 24.12  | 949 6.32  | 721 42.77 | 880 2:15.93 |
| 7                 | Carolin Schäfer           | GER Alemanha       | 6419 | 1081 13.29 | 978 1.80  | 793 13.99 | 949 24.33  | 783 5.78  | 940 54.10 | 895 2:14.82 |
| 8                 | Ivona Dadic               | AUT Áustria        | 6403 | 1034 13.61 | 1016 1.83 | 801 14.10 | 949 24.33  | 883 6.11  | 829 48.40 | 891 2:15.10 |
| 9                 | Erica Bougard             | USA Estados Unidos | 6379 | 1103 13.14 | 1054 1.86 | 707 12.69 | 973 24.08  | 868 6.06  | 794 46.60 | 880 2:15.92 |
| 10                | Zheng Ninali              | CHN China          | 6318 | 1084 13.27 | 978 1.80  | 764 13.55 | 928 24.56  | 887 6.12  | 717 42.60 | 960 2:10.35 |
| 11                | Verena Mayr               | AUT Áustria        | 6310 | 1028 13.65 | 941 1.77  | 767 13.59 | 929 24.55  | 887 6.12  | 763 44.95 | 995 2:07.92 |
| 12                | Ekaterina Voronina        | UZB Uzbequistão    | 6298 | 952 14.19  | 941 1.77  | 778 13.76 | 917 24.67  | 883 6.11  | 858 49.88 | 969 2:09.73 |
| 13                | Xénia Krizsán             | HUN Hungria        | 6295 | 1039 13.58 | 903 1.74  | 779 13.78 | 890 24.96  | 813 5.88  | 872 50.59 | 999 2:07.65 |
| 14                | Evelis Aguilar            | COL Colômbia       | 6214 | 994 13.89  | 830 1.68  | 755 13.42 | 976 24.05  | 940 6.29  | 761 44.85 | 958 2:10.45 |
| 15                | Odile Ahouanwanou         | BEN Benim          | 6186 | 1078 13.31 | 903 1.74  | 891 15.45 | 995 23.85  | 871 6.07  | 743 43.96 | 705 2:29.05 |
| 16                | Adrianna Sułek            | POL Polônia        | 6164 | 1039 13.58 | 1016 1.83 | 714 12.80 | 965 24.16  | 828 5.93  | 607 36.84 | 995 2:07.92 |
| 17                | Maria Huntington          | FIN Finlândia      | 6135 | 1094 13.20 | 978 1.80  | 694 12.49 | 933 24.50  | 880 6.10  | 723 42.91 | 833 2:19.28 |
| 18                | María Vicente             | ESP Espanha        | 6117 | 1059 13.44 | 941 1.77  | 707 12.70 | 1029 23.50 | 905 6.18  | 611 37.04 | 865 2:16.99 |
| 19                | Vanessa Grimm             | GER Alemanha       | 6114 | 995 13.88  | 941 1.77  | 829 14.52 | 884 25.03  | 831 5.94  | 759 44.75 | 875 2:16.27 |
| 20                | Georgia Ellenwood         | CAN Canadá         | 6077 | 1055 13.47 | 1016 1.83 | 687 12.39 | 932 24.51  | 807 5.86  | 746 44.11 | 834 2:19.21 |
| –                 | Nadine Broersen           | NED Países Baixos  | DNF  | 1015 13.74 | 978 1.80  | 827 14.50 | 835 25.57  | DNS       |           |             |
| –                 | Katarina Johnson-Thompson | GBR Grã-Bretanha   | DNF  | 1084 13.27 | 1054 1.86 | 748 13.31 | 0 DSQ      | DNS       |           |             |
| –                 | Marthe Koala              | BUR Burquina Fasso | DNF  | 1114 13.07 | 903 1.74  | 697 12.54 | DNS        |           |           |             |
| –                 | Yorgelis Rodríguez        | CUB Cuba           | DNF  | 0 DNF      | DNS       |           |            |           |           |             |
| Referências:      |                           |                    |      |            |           |           |            |           |           |             |

Legenda
| Recorde mundial      | Recorde mundial (World record)               |                       | Recorde africano                      | Recorde africano (African) |                                           | Q | Classificado por posição (Qualified) |
| Recorde olímpico     | Recorde olímpico (Olympic record)            | Recorde da América    | Recorde da América (Americas)         | q                          | Classificado por melhor tempo (Qualified) |   |                                      |
| Melhor marca do ano  | Melhor marca do ano (World leading)          | Recorde asiático      | Recorde asiático (Asian)              | DNS                        | Não largou (Did not start)                |   |                                      |
| Recorde nacional     | Recorde nacional (National record)           | Recorde europeu       | Recorde europeu (European)            | DNF                        | Não terminou (Did not finish)             |   |                                      |
| Recorde pessoal      | Recorde pessoal do atleta (Personal best)    | Recorde da Oceania    | Recorde da Oceania (Oceania)          | DSQ / DQ                   | Desclassificado (Disqualified)            |   |                                      |
| Recorde da temporada | Recorde da temporada do atleta (Season best) | Recorde sul-americano | Recorde sul-americano (South America) | NM                         | Sem marca (No mark)                       |   |                                      |